# Supergromada w Herkulesie
Supergromada w Herkulesie – supergromada galaktyk znajdująca się w gwiazdozbiorze Herkulesa. Jako pierwszy wyróżnił tę strukturę Harlow Shapley w latach 30. XX wieku.
Północna część supergromady znajduje się w odległości 400 milionów lat świetlnych i jest zdominowana przez parę gromad Abell 2197 i Abell 2199. Natomiast na część południową znajdującą się w odległości 500 milionów lat świetlnych składają się gromady Abell 2147, Abell 2151 i Abell 2152. Ponieważ obie części są ze sobą połączone wyróżnia się jedną supergromadę.
| Nazwa            | Rektascensja (J2000) | Deklinacja (J2000) | Redshift (z) | Odległość w mln ly | Klasa obfitości |
| ---------------- | -------------------- | ------------------ | ------------ | ------------------ | --------------- |
| część południowa |                      |                    |              |                    |                 |
| Abell 1983       | 14h 52m 42s          | +16° 45′ 00″       | 0,0424       | 580                | 1               |
| Abell 2040       | 15h 12m 48s          | +07° 26′ 00″       | 0,0448       | 610                | 1               |
| Abell 2052       | 15h 16m 48s          | +07° 00′ 00″       | 0,0338       | 465                | 0               |
| Abell 2063       | 15h 23m 00s          | +08° 38′ 00″       | 0,0341       | 470                | 1               |
| Abell 2107       | 15h 39m 48s          | +21° 46′ 00″       | 0,0399       | 545                | 1               |
| Abell 2147       | 16h 02m 18s          | +15° 54′ 00″       | 0,0338       | 465                | 1               |
| Abell 2148       | 16h 03m 18s          | +25° 28′ 00″       | 0,0418       | 570                | 0               |
| Abell 2151       | 16h 05m 12s          | +17° 45′ 00″       | 0,0354       | 485                | 2               |
| Abell 2152       | 16h 05m 24s          | +16° 27′ 00″       | 0,0398       | 545                | 1               |
| część północna   |                      |                    |              |                    |                 |
| Abell 2162       | 16h 12m 30s          | +29° 32′ 00″       | 0,0310       | 425                | 0               |
| Abell 2197       | 16h 28m 12s          | +40° 54′ 00″       | 0,0296       | 405                | 1               |
| Abell 2199       | 16h 28m 36s          | +39° 31′ 00″       | 0,0287       | 395                | 2               |

Gromady Abell 1983 i Abell 2040 znajdują się za supergromadą, ale zdają się być jej członkami.